# Jean-Baptiste Isabey

Miniatura Christine Boyer

Jean-Baptiste Isabey (ur. 11 kwietnia 1767 w Nancy, zm. 18 kwietnia 1855 w Paryżu) – malarz i rysownik francuski.
Urodził się w Nancy, jego nauczycielami byli tam Jean Girardet, Jean-Baptiste-Charles Claudot oraz Jean-Baptiste Augustin. W 1785 przybył do Paryża, gdzie początkowo zajmował się malowaniem tabakierek. Pobierał lekcje od miniaturzysty François Dumonta, a następnie został uczniem Jacques-Louisa Davida.
Został zatrudniony w Wersalu przez księcia Angoulême i księcia de Berry. W późniejszym czasie pracował dla Napoleona Bonaparte i Józefiny (brał udział w przygotowaniach do ceremonii ich ślubu i był autorem oficjalnych rysunków upamiętniających tę uroczystość). Cieszył się także przychylnością władców w czasie restauracji Burbonów – przygotowywał koronację Karola X. Za panowania Ludwika Filipa kierował pracownią malarską manufaktury porcelany w Sèvres. Po rewolucji lipcowej został zatrudniony przez Napoleona III, który odznaczył go Legią Honorową.
Jego syn Eugène Isabey również był malarzem.